# Portales
Portales ist eine Stadt im Osten des US-Bundesstaates New Mexico im Roosevelt County.
Sie hat 12.137 Einwohner und eine Fläche von 17,7 km². In der Stadt liegt auch die Eastern New Mexico University, die drittgrößte Universität des Bundesstaates. In Portales ist der Sitz der Countyverwaltung (County Seat).

## Geschichte
Portales wurde 1800 als Los Portales gegründet. Portales heißt auf Deutsch Gatter. Erster Bürgermeister der Stadt war Washington Ellsworth Lyndsey.

## Verkehr
Mit dem Portales Municipal Airport besitzt Portales einen eigenen Flughafen. Die Stadt wird durch den U.S. Highway 70 tangiert.

## Persönlichkeiten
- Ed Foreman (1933–2022), Politiker
- Cody Ross (* 1980), Baseballspieler